# Horacio Cerutti Guldberg
Horacio Victorio Cerutti Guldberg (Mendoza, Argentina; 1950) es un filósofo argentino naturalizado mexicano en 1993.
Fue presidente de la Asociación Filosófica de México de 1996 a 1998, coordinador del Colegio de Estudios Latinoamericanos de la Facultad de Filosofía y Letras de la UNAM de 1987 a 1990, y coordinador del Programa de Posgrado en Estudios Latinoamericanos de la misma universidad de 2010 a 2012.
Entre otras distinciones, ha recibido el Doctorado Honoris Causa por la Universidad Ricardo Palma de Lima, Perú, en 2006, por la Universidad de Varsovia, Polonia, en 2010 y por la Universidad Nacional de San Luis, Argentina, en 2013.Investigador Nacional Emérito del Sistema Nacional de Investigadoras e Investigadores de CONAHCYT.

## Historia
Horacio Cerutti-Guldberg inició su formación filosófica en la Universidad Nacional de Cuyo en Mendoza, Argentina en 1968 obteniendo el título de Licenciado en Filosofía en 1973 con la tesis: “América en las utopías del renacimiento”. El mismo año 1973 obtiene también el título de Profesor de Enseñanza Secundaria, Normal y Especial en Filosofía. En 1978 obtiene el Doctorado en Filosofía por la Universidad de Cuenca en Azuay, Ecuador, con la tesis: “Lectura de la filosofía de la liberación latinoamericana”. En 1976 fue Becario de la Fundación Bariloche, Río Negro, Argentina. En 1981 obtuvo la Beca Alexander Von Humboldt, la cual pudo disfrutar solo por cuatro meses en 1986, investigando en Nürnberg,  y Berlín, Alemania.
Su carrera docente da inicio en 1968 como Profesor de enseñanza Secundaria, Bachilleratos (Preparatorias) e Institutos Terciarios de Mendoza. En 1973 se inicia como Profesor universitario en la Universidad Nacional de Cuyo y parte a la Universidad Nacional de Salta de 1973 a 1975. De 1976 a 1978 Profesor en la Universidad de Cuenca en Azuay, Ecuador. En 1980 es Profesor de la Universidad Pedagógica Nacional en México. En 1981 Profesor de Asignatura en la Facultad de Filosofía y Letras de la Universidad Nacional Autónoma de México.  Profesor en el Posgrado de Estudios Latinoamericanos y en el Programa de Maestría y Doctorado en FilosofíaDesde 1983 es Investigador de Tiempo Completo en el Centro de investigaciones sobre América Latina y el Caribe (CIALC).
En 2009 fue distinguido como "Soci corrispondenti" de la Scuola Internazionale di Alti Studi, Fondazione Collegio San Carlo di Modena, Italia. En 2011 fue designado “Profesor Honorario” (equivalente a Emérito) por la Universidad Nacional Mayor de San Marcos, “Decana de América”, Lima, Perú. En 2013 fue declarado “Huésped de Honor” por la Universidad Nacional de Río Cuarto y también fue reconocido como “Visitante Distinguido” por la Universidad Nacional de Córdoba, Argentina.-

## Aportes
Horacio Cerutti es reconocido como un sobresaliente filósofo contemporáneo de la Historia de las Ideas en y desde Nuestra América cuya perspectiva  sobre el pensamiento filosófico   ha asumido la historicidad y situacionalidad del mismo. Su fecunda  obra se puede abordar  “a partir de cuatro perspectivas: la epistemología del filosofar nuestroamericano, la utopía, la historia de las ideas y el análisis de la filosofía de la liberación”.

## Obras del autor
- Filosofía de la liberación latinoamericana, “Presentación” Leopoldo Zea, (Colección Tierra Firme), México, Fondo de Cultura Económica, 1983. Segunda edición, 1992, 320 pp. Tercera edición, corregida y aumentada, (Sección Obras de Filosofía), 2006, 527 pp.
- Hacia una metodología de la historia de las ideas (filosóficas) en América Latina. (Colección Ensayos Latinoamericanos, 1), Guadalajara, Universidad de Guadalajara, 1986. Segunda edición, “Introducción” Rafael Moreno Montes de Oca, (Colección Filosofía de Nuestra América), México, Miguel Ángel Porrúa/ CCYDEL, UNAM, 1997.
- Ensayos de utopía (I y II). “Prólogo” Manuel Velásquez Mejía. Toluca, Universidad Autónoma del Estado de México, 1989.
- De varia utópica. (Ensayos de utopía III). “Presentación” Luis Enrique Orozco, (Pensamiento Latinoamericano, ICELAC, 7), Bogotá, Colombia, Universidad Central, 1989. Segunda edición corregida, La utopía de Nuestra América (De Varia Utópica. Ensayos de Utopía III), (Colección Prometeo, 37). “Presentación” Rosa M. Margarit, “Prólogo” Grace Prada. Heredia, Costa Rica, Universidad Nacional, 2007.
- Presagio y tópica del descubrimiento. (Ensayos de utopía IV). (Colección 500 Años Después, 4), México, UNAM, 1991. Segunda edición, corregida, México, CCyDEL-UNAM/Ediciones Eón, 2007.
- Lecturas críticas. (Cuadernos del Instituto Michoacano de Ciencias de la Educación, 13), Morelia, IMCED, 1996.
- Memoria comprometida. “Prólogo” Eduardo Saxe-Fernández, (Cuadernos Prometeo, 16), Heredia, Costa Rica, Universidad Nacional, 1996.
- Filosofías para la liberación ¿Liberación del filosofar? “Prólogo” Arturo Rico Bovio, Toluca, Universidad Autónoma del Estado de México, 1997. Segunda edición, Toluca, Universidad Autónoma del Estado de México, 2001. Tercera edición corregida, “Prólogo” Dr. José L. Riccardo. San Luis, Argentina, Editorial de la Universidad Nacional de San Luis, 2008.
- Filosofar desde Nuestra América. Ensayo problematizador de su modus operandi. “Prólogo” Arturo Andrés Roig, (Colección Filosofía de Nuestra América), México, Miguel Ángel Porrúa/ CCYDEL, CRIM, UNAM, 2000. En francés: Philosopher Depuis notre Amérique. Essai de problématisation de son modus operandi. “Préface” de Arturo Andrés Roig. Traductor: Kande Mutsaku. París, Francia, L´Harmattan, 2010.
- Experiencias en el tiempo, (Colección Fragmentario), Morelia, Michoacán, México, Jitanjáfora, 2001.
- Historia de las ideas latinoamericanas ¿Disciplina fenecida?, en coautoría con Mario Magallón Anaya, México, Universidad de la Ciudad de México / Casa Juan Pablo, 2003.
- Configuraciones de un filosofar sureador. “Prólogo” Jacob Buganza. México, Ayuntamiento de Orizaba, Veracruz, 2005. 1.ª reimpresión corregida, 2006.
- Democracia e integración en Nuestra América (Ensayos). “Prólogo” Clara Alicia Jalif de Bertranou. Mendoza, Argentina, Editorial de la Universidad Nacional de Cuyo, 2007.
- Y seguimos filosofando... “Prólogo” Enrique Ubieta Gómez. La Habana, Cuba, Editorial de Ciencias Sociales, 2009.
- Filosofando y con el mazo dando. Madrid, España, Editorial Biblioteca Nueva / UACM, 2009.
- Utopía es compromiso y tarea responsable (Ensayos de utopía, V). “Prólogo” María Arcelia Gonzáles Butrón. (Colección. Altos Estudios N° 17) Monterrey, México, CECYTE, 2010. Segunda edición, corregida y aumentada. San Luis, Argentina, Nueva Editorial Universitaria/ Universidad Nacional de San Luis, 2012.
- Doscientos años de pensamiento filosófico Nuestroamericano. (“Filosofando desde Nuestra América para el mundo”, 1). Bogotá, Colombia, ediciones desde abajo, 2011.
- Pensando después de 200 años. “Comentario Inicial” Ismael Vidales Delgado. (Colección. Altos Estudios N° 17) Monterrey, México, CECYTE, 2011. En portugués: Pensando após 200 anos. Ensaios em torno do bicentenárico das independencias da América Latina. Traduzido por Eugênio Rezende de Carvalho Brasil, Goiânia, Editora da PUC GOIAS, 2012.
- Filozofia naszoamerycana - Filosofía nuestroamericana. “Nota Editorial” y traducción al polaco Janusz Wojcieszak. (Ideas y Semblanza, 13). Varsovia, Polonia, CESLA / Universidad de Varsovia, 2011, edición bilingüe polaco-castellana.
- Posibilitar otra vida trans-capitalista. “Prólogo” José Rafael Rosero Morales. Popayán, Cauca, Colombia. Universidad del Cauca, / CIALC (UNAM), 2015, 197 págs.-